# Hiraea bullata
Hiraea bullata é uma espécie de planta do gênero Hiraea e da família Malpighiaceae.  A espécie está em risco de extinção.

## Taxonomia
A espécie foi descrita em 1993 por William Russell Anderson. 

## Forma de vida
É uma espécie terrícola, arbustiva e trepadeira. 

## Descrição
Folhas elípticas ou menos comum ovata ou obovata, base redonda, ápice obtuso, redondo ou mucronado, margem com glândulas sésseis próximo ao ápice, glabrescente com indumento velutino, pecíolo glanduloso. Corimbos axilares e terminais (4-flores), 4 pares de glândulas nas sépalas, pétalas glabras com margem erosa ou denticulada. Frutos com alas laterais reniformes.  
| Folha          | Folha                 |
| -------------- | --------------------- |
| formato        | elíptica/oboval/oval  |
| ápice          | mucronado/agudo       |
| base           | redonda               |
| pecíolo        | glanduloso            |
| margem         | glandulosa            |
| indumento      | glabrescente/velutino |
| Inflorescência |                       |
| corimbo        | terminal/axilar       |
| Flor           |                       |
| glândula       | 8                     |
| pétala         | denteada/erosa        |
| Fruto          |                       |
| ala            | reniforme             |

## Conservação
A espécie faz parte da Lista Vermelha das espécies ameaçadas do estado do Espírito Santo, no sudeste do Brasil. A lista foi publicada em 13 de junho de 2005 por intermédio do decreto estadual nº 1.499-R. 

## Distribuição
A espécie é encontrada nos estados brasileiros de Bahia e Espírito Santo. 
A espécie é encontrada no domínio fitogeográfico de Mata Atlântica, em regiões com vegetação de floresta estacional semidecidual e floresta ombrófila pluvial.